# آرني ستيفانسون
آرني ستيفانسون هو لاعب كرة قدم آيسلندي، ولد في 10 أكتوبر 1953 في أكوريري في آيسلندا. شارك مع منتخب آيسلندا تحت 19 سنة لكرة القدم ومنتخب آيسلندا لكرة القدم. أما مع النوادي، فقد لعب مع جمعية الشباب في تينداستول ‏.